# 合一行動聯盟
合一行動聯盟是一個中華民國政黨，成立於2018年11月27日。以「讓人民掌權在立法院，超越藍綠、放下統獨、族群合一」為目標，強調要延續國父孫中山創立中華民國的理想、秉持青天（公義）、白日（清廉）、滿地紅（熱情）的精神，主張一國二府，在一個中華民國主權之下，有兩個實體政府。並提出生命法案、居住正義等六項國家重大政策之攸關民眾權益的主張，期望能透過全國性公投，以及在立法院能夠落實「讓公義在立院掌權」。
合一行動聯盟在2020年立法委員選舉推出區域立委12人，均未當選。不分區立委8人，不分區政黨票得票率0.1237%，未達5%的不分區立委席次門檻。

## 參選紀錄

### 2020年中華民國立法委員選舉
- 區域立委包括台北市第一選區孫士堅、第二選區熊嘉玲、新北市第二選區龍大智、第十選區曾怡晴、第十一選區廖麗娟、桃園市第四選區吳清江、台中市第四選區紀經儀、台中市第七選區傅若怡、南投縣第二選區傅文佐、台南市第一選區蔡承攸、平地原住民張寶美和達佶祐‧卡造。[3]
- 不分區立委名單：彭迦智、龍傅若瑋、郝淑薏、廖金河、孫成玉、張宜興、周美雲和林傑忠[5]。
- 政黨票得票數：17,515
- 政黨票得票率(%)：0.1237%

| 參選選區           | 號次 | 候選人                   | 得票數 | 得票率  | 結果   |
| ------------------ | ---- | ------------------------ | ------ | ------- | ------ |
| 臺北市第一選舉區   | 4    | 孫士堅                   | 795    | 0.3842% | 未當選 |
| 臺北市第二選舉區   | 6    | 熊嘉玲                   | 2,360  | 1.1999% | 未當選 |
| 新北市第二選舉區   | 2    | 龍大智                   | 2,376  | 1.1176% | 未當選 |
| 新北市第十選舉區   | 5    | 曾怡晴                   | 1,166  | 0.5634% | 未當選 |
| 新北市第十一選舉區 | 6    | 廖麗娟                   | 2,806  | 1.3133% | 未當選 |
| 桃園市第四選舉區   | 3    | 吳清江                   | 1,569  | 0.7497% | 未當選 |
| 臺中市第四選舉區   | 7    | 紀經儀                   | 446    | 0.1894% | 未當選 |
| 臺中市第七選舉區   | 5    | 傅若怡                   | 1,883  | 0.7971% | 未當選 |
| 臺南市第一選舉區   | 4    | 蔡承攸                   | 616    | 0.3450% | 未當選 |
| 南投縣第二選舉區   | 4    | 傅文佐                   | 800    | 0.5478% | 未當選 |
| 平地原住民選舉區   | 7    | 達佶祐·卡造 Takiyo Kacaw | 725    | 0.5948% | 未當選 |
| 平地原住民選舉區   | 8    | 張寶美 Ungo Panay        | 304    | 0.2494% | 未當選 |

## 外部連結
- 官方网站
- 合一行動聯盟的Facebook專頁
- YouTube上的合一行動聯盟頻道